# أليكس هولدريدغ
أليكس هولدريدغ (بالإنجليزية: Alex Holdridge)‏ هو منتج أفلام وكاتب سيناريو ومخرج أمريكي، ولد في 1975 في أوستن في الولايات المتحدة.

## وصلات خارجية
- أليكس هولدريدغ على موقع IMDb (الإنجليزية)
- أليكس هولدريدغ على موقع ألو سيني (الفرنسية)
- أليكس هولدريدغ على موقع أول موفي (الإنجليزية)
- أليكس هولدريدغ على موقع قاعدة بيانات الأفلام السويدية (السويدية)
- أليكس هولدريدغ على موقع قاعدة بيانات الفيلم (الإنجليزية)
- أليكس هولدريدغ على موقع كينوبويسك (الروسية)